# Чає-Вулька
Чає-Вулька (пол. Czaje-Wólka) — село в Польщі, у гміні Цехановець Високомазовецького повіту Підляського воєводства.
Населення — 114 осіб (2011).
У 1975-1998 роках село належало до Ломжинського воєводства.

## Демографія
Демографічна структура станом на 31 березня 2011 року:
|          | Загалом | Допрацездатний вік | Працездатний вік | Постпрацездатний вік |
| -------- | ------- | ------------------ | ---------------- | -------------------- |
| Чоловіки | 59      | 9                  | 39               | 11                   |
| Жінки    | 55      | 13                 | 31               | 11                   |
| Разом    | 114     | 22                 | 70               | 22                   |